# Jan Konečný (poslanec)
Jan Konečný (29. ledna 1860 Nové Hvězdlice – 25. února 1914 Nové Hvězdlice) byl rakouský politik z Moravy; poslanec Moravského zemského sněmu.

## Biografie
Narodil se roku 1860. V matrice je uveden jako Jan Vincent Konečný (Johann Vincentius Konečny). Pocházel z rodiny výměnkáře v Nových Hvězdlicích Jana Konečného a jeho manželky Antonie, rozené Gecové. Působil jako rolník v Nových Hvězdlicíh. Byl i veřejně aktivní. Zastával funkci obecního starosty. V listopadu 1884 se jeho první manželkou stala Františka Němcová, dcera pololáníka v Nových Hvězdlicích. Po její smrti se oženil podruhé. Jeho manželkou se stala Marie Vojtková, dcera čtvrtníka v Nových Hvězdlicích.
Počátkem 20. století se zapojil i do vysoké politiky. V zemských volbách v roce 1906 byl zvolen na Moravský zemský sněm, kde zastupoval kurii venkovských obcí, český obvod Bučovice, Žďánice. V roce 1906 se na sněm dostal jako kandidát Katolické strany národní na Moravě.
Na sněmu byl zvolen roku 1907 do odboru pro uzákonění volební povinnosti a do odboru pro honební zákon, později i do zemědělského odboru. Členem sněmovního zemědělského odboru byl i v roce 1910 a 1911.
Zemřel v únoru 1914. Příčinou úmrtí byla srdeční angina a zkornatění tepen.